# Tai Nüa

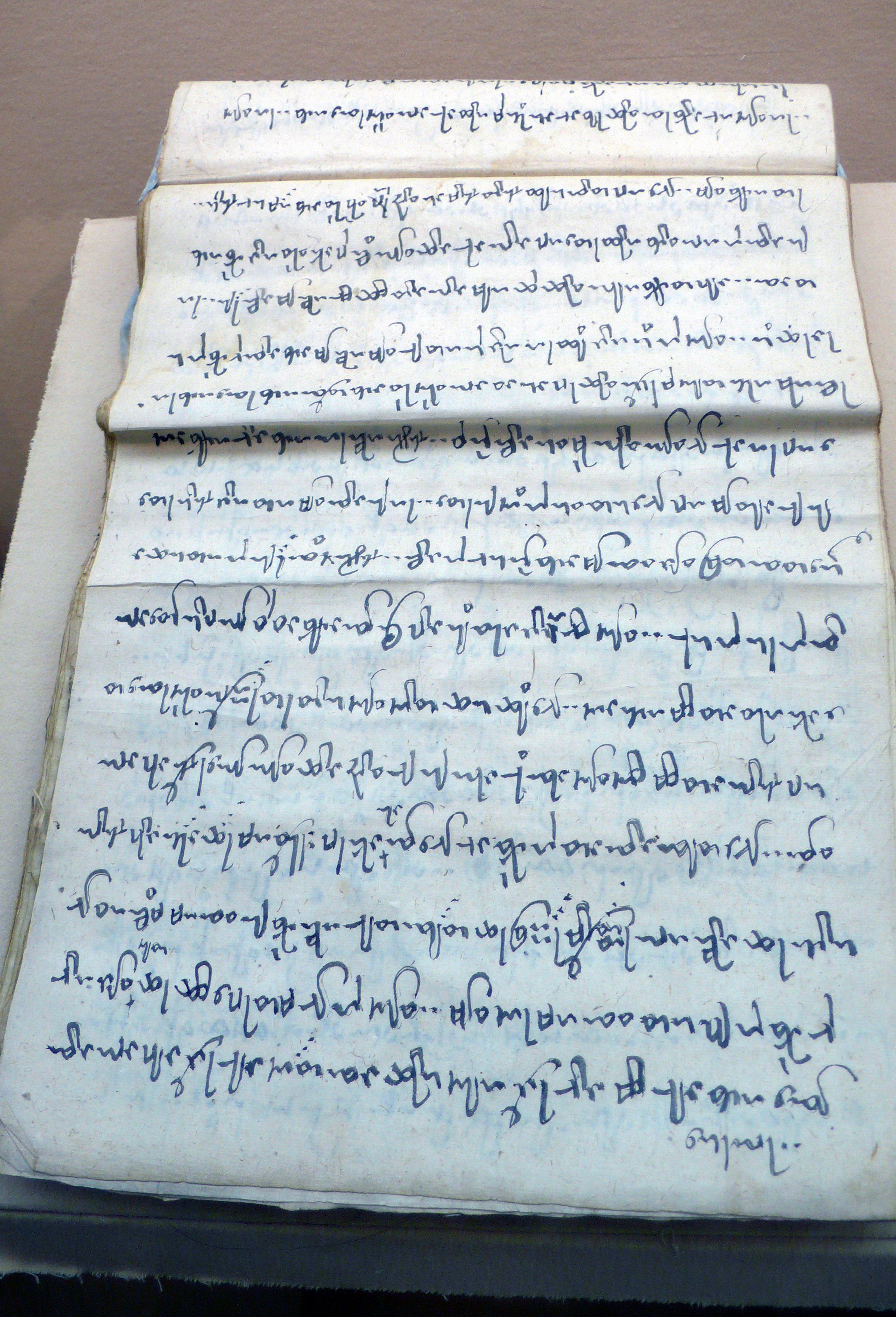
Sutra (buddhistische Lehrrede) in Tai-Nüa-Handschrift

Tai Nüa (auch Dehong-Tai bzw. -Dai; Eigenbezeichnung: ᥖᥭᥰᥖᥬᥳᥑᥨᥒᥰ [taj taɯxoŋ]; chinesisch 傣那语, Pinyin Dǎinàyǔ oder 德宏傣语, Déhóngdǎiyǔ) ist eine Bezeichnung für mehrere Dialekte aus der Familie der Tai-Kadai-Sprachen. Innerhalb dieser gehören sie zum südwestlichen Zweig der Tai-Sprachen. In der Volksrepublik China, wo die meisten Sprecher leben, hat Tai Nüa einen Status als eine der vier Sprachen der offiziell anerkannten nationalen Minderheit der Dai.
Die Mehrheit der Tai Nüa lebt im Autonomen Bezirk Dehong der südchinesischen Provinz Yunnan. Die Sprecherzahl in China wurde 2001 auf 540.000 geschätzt.
Das Sprachgebiet von Tai Nüa deckt sich ungefähr mit der historischen Tai-Konföderation Müang Mao, deren Hauptstadt das heutige Ruili war. Dieses erlebte den Höhepunkt seiner Macht im 14. Jahrhundert, bevor es 1449 unter chinesische Oberherrschaft geriet. Der heutige Autonome Bezirk Dehong entspricht dem nordöstlichen Teil von Müang Mao, der südwestliche Teil liegt im heutigen Shan-Staat von Myanmar. Dort gab es bei der Volkszählung 1983 72.400 Tai-Nüa-Sprecher.
Tai Nüa ist linguistisch, in Hinsicht auf die Schrift und literarische Tradition mit der Sprache der Shan und der kleineren Tai-Völker im indischen Bundesstaat Assam verbunden. Es wird daher auch „chinesisches Shan“ genannt.
Eng mit dem Dehong-Tai ist Tai Ya verwandt, das etwa 50.000 Sprecher in der bezirksfreien Stadt Yuxi (insbesondere im Autonomen Kreis Xinping) hat.

## Bezeichnung
Für die „kleineren“ Sprachen Südostasiens gibt es häufig viele verschiedene Bezeichnungen; das trifft auch für Tai Nüa zu. Auch die Zuordnung verschiedener Sprechergruppen ist umstritten.
In der Volksrepublik China werden außer der Eigenbezeichnung noch die Namen Dǎinàyǔ 傣那语 und Déhóng Dǎiyǔ 德宏傣语 verwendet.
Ethnologue.org listet für Tai Nüa folgende Bezeichnungen und orthografische Varianten auf: Dai Nuea, Tai Neua, Tai Nue, Tai Nü, Dai Na, Dehong Dai, Dehong, Tai Dehong, Tai Le, Tai-Le, Dai Kong, Tai-Kong, Tai Mao, Chinese Shan, Chinese Tai, Yunannese Shan und Yunnan Shant'ou.
Der Linguist Harald Haarmann gibt als Namensvarianten an: Chinesisches Shan, Tai Dehong, Tai Le, Tai Mao, Tai Neua, Tai Nü.
Vom Tai Nüa von Dehong zu unterscheiden ist Tai Neua als Dialekt des Tai-Volks in der Gegend von Sam Neua in der laotischen Provinz Houaphan und angrenzenden Gebieten Vietnams. Beide Sprachen heißen übersetzt „nördliches Tai“, aber jeweils auf einen anderen Referenzpunkt bezogen.

## Schrift
Tai Nüa hat eine eigene Schrift mit 19 Konsonantenzeichen, 11 Zeichen für Vokale und Diphthonge, fünf Tonzeichen und eigenen Zahlzeichen. Das Alphabet ähnelt dem der Ahom im indischen Bundesstaat Assam.
Der Unicode-Bereich der Tai-Nüa-Schrift (Tai Le) ist U+1950 bis U+197F.